# Glenn Saxson
Glenn Saxson ou Glenn Saxon (né Roel Bos à La Haye le 5 mars 1942) est un acteur néerlandais.

## Biographie
Glenn Saxson a joué dans des westerns spaghetti puis, dans les années 1970, il a coproduit divers films sous son vrai nom, dont Le Profiteur (titre original : Il saprofita et Vergine e di nome Maria (1975) de Sergio Nasca.
Le rôle le plus réussi de Glenn Saxson est celui de Kriminal qu'il a interprété dans deux films : Kriminal et Le Retour de Kriminal.

## Filmographie
- 1966 : 
  - Kriminal d'Umberto Lenzi
  - Django tire le premier (titre original : Django spara per primo) d'Alberto De Martino
  - Dieu est avec toi, Gringo (Vajas con Dios, Gringo) d'Edoardo Mulargia : Gringo
- 1967 : 
  - Le Retour de Kriminal (titre original : Il marchio di Kriminal) de Fernando Cerchio
  - Le Magnifique Texan (Il magnifico texano) de Luigi Capuano : Manuel Lopez
- 1983 : Acqua e sapone de Carlo Verdone